# Africa Continent Cup T20 2023
La Africa Continent Cup T20 2023 si sono svolti dal 9 al 21 giugno a Nairobi, in Kenya: al torneo hanno partecipato quattro squadre.

## Regolamento

### Formula
La formula ha previsto:
- Fase a gironi, disputata con un triplice girone all'italiana: la prima e la seconda classificata accedono alla finale.

## Torneo

### Fase a gironi

#### Classifica
| Pos. | Squadra  | Pt | G  | V | P | NRR    |
| ---- | -------- | -- | -- | - | - | ------ |
| 1.   | Kenya    | 9  | 16 | 8 | 1 | +2.483 |
| 2.   | Uganda   | 9  | 12 | 6 | 3 | +0.970 |
| 3.   | Botswana | 9  | 4  | 2 | 7 | -1.570 |
| 4.   | Ruanda   | 9  | 4  | 2 | 7 | -1.815 |

      Qualificata in finale

### Finale
| 21 giugno 2023 Gymkhana Club Ground, Nairobi | Uganda | 125 - 124/7 | Kenya | Uganda vince di 1 run |